# Adelmo Genro Filho
Adelmo Genro Filho (São Borja, 25 de dezembro de 1951 — Florianópolis, 11 de abril de 1988) foi um jornalista, pesquisador, professor e político brasileiro.  Natural do município de São Borja, na região da Campanha, no interior do Rio Grande do Sul. Em 1953, sua família se muda para a cidade de Santa Maria, município no centro do mesmo estado, onde o teórico residiu até 1982. 
Sua magnum opus é "O Segredo da Pirâmide", livro que serviu de base para a construção social da formação em jornalismo e é usada nas salas de aula até hoje, contribuindo nas diretrizes do curso de graduação do Ministério da Educação (MEC).  
Desde adolescente, exerceu intensa atividade política como líder e membro de movimentos sociais que faziam a resistência à ditadura militar. 
Graduou-se em Jornalismo na Universidade Federal de Santa Maria em 1975.  
Em 1976, foi eleito vereador em Santa Maria pelo Movimento Democrático Brasileiro (MDB), exercendo o mandato até 1982, quando transferiu-se para Florianópolis e ingressou, através de concurso, como professor do Curso de Jornalismo da Universidade Federal de Santa Catarina (UFSC).
Na UFSC também cursou o mestrado em Ciências Sociais, concluído em 1986. Apresentando como tese de dissertação um trabalho a partir da teoria do jornalismo e que resultou em uma publicação, com o título de "O Segredo da Pirâmide".
Em 1987, licenciou-se da UFSC e, transferindo-se para Porto Alegre, foi um dos fundadores do Centro de Estudos de Filosofia e Política (CeFiP), vivendo um período de intensa produção. Em 1988, Adelmo continuaria licenciado da UFSC para desenvolver pesquisas e atividades no CeFiP.

## Vida Pessoal
Adelmo foi casado com Letícia Pasqualini, com quem teve duas filhas, Júlia e Bruna. Posteriormente, casou-se com Márcia Ustra Soares, com quem viveu até falecer. Seu pai, Adelmo Simas Genro, seu irmão Tarso Genro, sua sobrinha Luciana Genro e seu sobrinho neto, Fernando Marcel Genro Robaina também foram políticos e continuam envolvidos no Partido dos Trabalhadores (PT) e no Partido Socialismo e Liberdade (PSOL), criado por dissidência em uma corrente do PT.

## Vida Política
Partidariamente militou no MDB e, posteriormente, no Partido dos Trabalhadores (PT). Na clandestinidade, atuou no Partido Comunista do Brasil (PCdoB), na dissidência do PCdoB e, posteriormente, no Partido Revolucionário Comunista (PRC). 

## Carreira Jornalística
Como jornalista atuou no jornal A Razão, de Santa Maria; no Semanário de Informação Política de Ijuí e no Jornal Informação, semanário da imprensa independente, de Porto Alegre. 

## Morte
Na manhã de 11 fevereiro de 1988, Adelmo veio a falecer tragicamente no Hospital Universitário Professor Polydoro Ernani de São Thiago, em Florianópolis, em decorrência de uma virose que, em poucos dias, o levou à morte, sem que os médicos conseguissem combatê-la.